# Dave Toma
David Toma (auch Dave Toma; * 1933 in Central Ward, Newark, New Jersey) ist ein ehemaliger US-amerikanischer Polizist, dessen verdeckte Ermittlungen und Auseinandersetzungen mit seinen Vorgesetzten die Grundlage für die Fernsehserie Toma bildeten, die von 1973 bis 1974 im Fernsehsender ABC ausgestrahlt wurde.

## Leben
Toma wurde in Newark, New Jersey, als jüngstes von zwölf Kindern geboren und wuchs dort auf. Er machte seinen Schulabschluss an der West Side High School.
Nachdem er drei Jahre als Drill Instructor bei den United States Marine Corps gedient und eine kurze Karriere als professioneller Baseballspieler hinter sich hatte, trat Toma 1956 dem Newark Police Department bei und blieb dort 21 Jahre. Ursprünglich war er Streifenpolizist, dann stieg er zum Drogenfahnder auf. Er war frustriert darüber, dass häufig Kleinkriminelle verhaftet wurden, während die Schwerverbrecher, die die illegalen Machenschaften organisierten, verschont blieben. Toma begann verdeckt zu ermitteln. Er verwendete dabei oft Verkleidungen, um Schwerverbrecher besser observieren zu können. Obwohl die Vorgesetzten in der Abteilung seine Methoden ablehnten, gelang es ihm, eine beachtliche Anzahl an Verhaftungen vorzuweisen. Er schrieb ein Buch über seine zwanzigjährige Erfahrung als Polizist, konnte dafür jedoch keinen Verleger finden. Seine Vorführung seiner Verkleidungen in der Mike Douglas Show führte dazu, dass sein Buch aufgegriffen wurde und eine Fernsehserie über seine Arbeit entstand. Toma lief von 1973 bis 1974 auf ABC, mit Tony Musante in der Rolle des Toma. In seiner Kritik der Serie in The New York Times beschrieb John J. O’Connor Tomas bahnbrechende Rolle als „einen Einzelgänger, der offen an der Kompetenz und Ehrlichkeit seiner Kollegen zweifelt“. Musante und andere an Toma Beteiligte waren der Meinung, dass die Serie zu formelhaft geworden sei. Die Serie wurde nach einer Staffel mit 22 Folgen abgesetzt. Für die letzte Folge von Toma und eine Folge von CBS Schoolbreak war er auch Drehbuchautor.
Als Baretta, die von 1975 bis 1978 lief, wurde die Serie mit Robert Blake in der Titelrolle wiederbelebt.
1977 entwickelten Produzent Bob Roberts und Trans World Attractions einen Film, der auf seiner Karriere basierte, mit einem Drehbuch von Frank Scioscia.
Auch nach seinem Ausscheiden aus dem Polizeidienst hielt Toma jahrzehntelang Vorträge vor Schülern und Studenten über die Gefahren von Alkohol und anderen Drogen. Er konzentrierte sich dabei auf seine eigenen Erfahrungen als Drogenabhängiger, die mit dem Tod seines fünfjährigen Sohnes David Junior begannen. Ärzte hatten ihm Beruhigungsmittel verschrieben, um ihm zu helfen, mit dem Tod seines Sohnes fertig zu werden. Bis heute hat er Tausende von Studenten unterrichtet und setzt seine Bemühungen bis heute fort.
Zu Tomas Büchern gehören Toma: The Compassionate Cop, Airport Affair und Turning Your Life Around: David Toma’s Guide for Teenagers. In einen Fernsehproduktionen war er als Schauspieler tätig.
Er und seine Frau Pat leben in Clark, New Jersey. Sie haben, neben dem verstorbenen David Jr., vier Kinder: Sohn Jimmy sowie die Töchter Patricia Anne, Donna und Janice.

## Filmographie
- 1973: Columbo
- 1973–1974: Toma
- 1975: Joe Forrester
- 1975, 1977: Make-up und Pistolen
- 1978: To Kill a Cop
- 1976, 1979: Police Story – Immer im Einsatz[7]